# Tsaratanana (district)
Tsaratanana is een district van Madagaskar in de regio Betsiboka. Het district telt 115.438 inwoners (2011) en heeft een oppervlakte van 13.218 km², verdeeld over 10 gemeentes. De hoofdplaats is Tsaratanana.